# Église Saint-Joseph du Tremblay
Pour les articles homonymes, voir Église Saint-Joseph.
L'église Saint-Joseph du Tremblay est une église catholique située à Champigny-sur-Marne, dans le Val-de-Marne.

## Histoire
En 1929, l'abbé Chardon, curé de Sainte-Marie, décide d'installer rue Robert-Birou (anciennement rue du Soleil), une première chapelle à l'emplacement de la future église.

## Architecture
En 1950, le peintre Paul Delormoz y réalise pour le chœur, une fresque sur le thème de la Sainte-Famille, qui est inaugurée par Mgr Angelo Roncalli.